# Ро Близнецов
Ро Близнецов (лат. ρ Geminorum), 62 Близнецов (лат. 62 Geminorum) — кратная звезда в созвездии Близнецов на расстоянии приблизительно 59,3 световых лет (около 18,2 парсек) от Солнца. Возраст звезды определён как около 2,455 млрд лет.

## Характеристики
Первый компонент (HD 58946A) — жёлто-белая звезда спектрального класса F0V, или F0, или F1V. Видимая звёздная величина звезды — +4,18m. Масса — около 1,4 солнечной, радиус — около 2,008 солнечных, светимость — около 4,224 солнечных. Эффективная температура — около 7112 К.
Второй компонент — красный карлик спектрального класса M. Масса — около 319,42 юпитерианских (0,3049 солнечной). Удалён в среднем на 1,711 а.е..
Третий компонент (HD 58946B) — красный карлик спектрального класса M7V. Видимая звёздная величина звезды — +12,5m. Удалён на 3,4 угловых секунды.
Четвёртый компонент (TYC 2452-1-1) — жёлтый карлик спектрального класса G. Видимая звёздная величина звезды — +10,6m. Радиус — около 1,33 солнечного, светимость — около 1,691 солнечной. Эффективная температура — около 5716 К. Удалён на 213,7 угловых секунды.
Пятый компонент (UCAC2 42918840) — жёлто-белая звезда спектрального класса G-F. Видимая звёздная величина звезды — +12,2m. Радиус — около 2,22 солнечных, светимость — около 5,581 солнечных. Эффективная температура — около 5949 К. Удалён от четвёртого компонента на 104,1 угловых секунды.
Шестой компонент (V376 Близнецов) — оранжевый карлик, вращающаяся переменная звезда типа BY Дракона (BY) спектрального класса K2V, или K2,5V, или K8. Видимая звёздная величина звезды — от +7,76m до +7,73m. Масса — около 0,78 солнечной, радиус — около 0,74 солнечного, светимость — около 0,29 солнечной. Эффективная температура — около 5000 К. Удалён на 755,4 угловых секунды.
Седьмой компонент (HIP 36357B).
Восьмой компонент (WDS J07291+3147F). Видимая звёздная величина звезды — +15,4m. Удалён от шестого компонента на 2,8 угловых секунды.

## Планетная система
В 2019 году учёными, анализирующими данные проектов HIPPARCOS и Gaia, у звезды обнаружена планета.

## Ро Близнецов
Ро Близнецов является жёлто-белым карликом главной последовательности спектрального класса F1. При продолжительности жизни 3,5 млрд.лет, её современный возраст оценивается в 2.1 млрд.лет и она относится к зрелым звёздам своего класса. С видимой звёздной величиной 4,25m она входит в двадцатку самых ярких звёзд в созвездии Близнецов.

## Предполагаемые компаньоны Ро Близнецов

### Спектрально-двойная звезда
Предполагается, что Ро Близнецов может быть спектрально-двойной звездой, но на 2019 год орбита и параметры второй близкой компоненты не были определены.

### Глизе 274 B
С 1910 по 1935 года пять раз наблюдалась близкая к Ро Близнецов звезда, которая, как полагают, относится к красным карликам спектрального класса M3÷M5. Угловое расстояние от основной звезды составляло 3,4”, что в проекции соответствует физическому расстоянию 85 а.е. Более поздние попытки её повторных наблюдений не увенчались успехом. Измерения, перечисленные в Вашингтонском каталоге визуально-двойных звёзд, кажутся несовместимыми со звездой на заднем плане, поэтому причины неудачи повторных попыток её найти неясны.

### HIP 36357
Звезда HIP 36357 может быть крайне удалённым спутником ρ Gem, либо может являться звездой, которая в современную эпоху претерпевает тесное с ней сближение на относительно небольшой скорости. HIP 36357 является ярким оранжевым карликом главной последовательности спектрального класса K2,5V, его масса составляет 0,77 M☉. HIP 36357 является переменной звездой типа BY Дракона с высоким уровнем хромосферной активности, что более характерно для молодых звёзд этого спектрального класса и её возраст, скорее всего, меньше возраста ρ Gem, равного 2,1 млрд лет.
Согласно современным данным на 2019 год, HIP 36357 удалена на 0,46±0,24 светового года от ρ Gemприм1, их относительная скорость составляет 2,1±0,6 км/сприм2. При условии отсутствия неподтверждённой близкой компоненты ρ Gem, вторая космическая скорость на расстоянии 0,46±0,24 светового года должна составлять 0,409±0,112 км/сприм3. Таким образом, согласно существующим данным две звезды претерпевают тесное сближение и гравитационно не связаны друг с другом, но из-за крайне небольшой относительной скорости и небольшого взаимного расстояния они могут оказаться связанными в одну систему. Это может произойти в результате обнаружения дополнительной близкой компоненты ρ Gem с большой массой и в случае новых уточнений параметров, которые будут указывать на более близкое расположение двух звёзд или на их меньшую относительную скорость.